# I. e. 245
Évszázadok: i. e. 4. század – i. e. 3. század – i. e. 2. század
Évtizedek: i. e. 290-es évek – i. e. 280-as évek – i. e. 270-es évek – i. e. 260-as évek – i. e. 250-es évek – i. e. 240-es évek – i. e. 230-as évek – i. e. 220-as évek – i. e. 210-es évek – i. e. 200-as évek – i. e. 190-es évek
Évek: i. e. 250 – i. e. 249 – i. e. 248 – i. e. 247 –  i. e. 246 – i. e. 245 – i. e. 244 – i. e. 243 – i. e. 242 – i. e. 241 – i. e. 240

## Események

### Hellenisztikus birodalmak
- A harmadik szíriai háborúban III. Ptolemaiosz egyiptomi fáraó megszállja Babilont és Szúzát. Egy egyiptomi lázadás miatt azonban haza kell térnie és eközben II. Szeleukosz visszafoglalja a városokat.
- Megmérgezik II. Antigonosz makedón király lázadó unokaöccsét, Alexandroszt, aki Korinthoszban kikiáltotta függetlenségét. Özvegyét a király fiához, Démétrioszhoz adja feleségül; Korinthosz így visszakerül ellenőrzése alá.
- Sziküón vezetőjét, Aratoszt választják az Akháj Szövetség sztratégoszává.

### Róma
- Marcus Fabius Buteót és Caius Atilius Bulbust választják consulnak.
- Ostia mellett megalapítják Fregenae coloniát.

## Születések
- Hasdrubal Barca, karthágói hadvezér (Hannibal testvére)

## Halálozások
- Rodoszi Apollóniosz, görög költő

## Fordítás
- Ez a szócikk részben vagy egészben  a(z)   245 BC című angol Wikipédia-szócikk ezen változatának fordításán alapul.  Az eredeti cikk szerkesztőit annak laptörténete sorolja fel. Ez a jelzés csupán a megfogalmazás eredetét és a szerzői jogokat jelzi, nem szolgál a cikkben szereplő információk forrásmegjelöléseként.